# Club Baloncesto Gran Canaria II
El Club Baloncesto Gran Canaria  II es un equipo de baloncesto español con sede en la ciudad de Las Palmas de Gran Canaria, filial del Club Baloncesto Gran Canaria, que compite en la Liga U, la competición sub-22 de su país. Disputa sus partidos en el Pabellón Insular Vega de San José.

## Historial
| Temporada | Categoría      | Nivel | Puesto | Balance | Playoff |
| 1994-95   | 1.ª Autonómica | 3     |        |         | 2.º     |
| 1999-00   | EBA Grupo B    | 3     | 9.º    | 11-15   |         |
| 2000-01   | EBA Grupo B    | 4     | 12.º   | 11-19   |         |
| 2001-02   | EBA Grupo B    | 4     | 8.º    | 18-16   |         |
| 2002-03   | EBA Grupo B    | 4     | 6.º    | 18-12   |         |
| 2003-04   | EBA Grupo B    | 4     | 11.º   | 13-17   |         |
| 2004-05   | EBA Grupo B    | 4     | 12.º   | 12-18   |         |
| 2005-06   | EBA Grupo B    | 4     | 9.º    | 14-16   |         |
| 2006-07   | EBA Grupo B    | 4     | 14.º   | 7-19    |         |
| 2007-08   | 1.ª Autonómica | 6     | 2.º    | 17-3    | 1.º     |
| 2008-09   | EBA Grupo B    | 5     | 10.º   | 13-15   |         |
| 2009-10   | EBA Grupo B    | 4     | 10.º   | 13-17   |         |
| 2010-11   | EBA Grupo B    | 4     | 13.º   | 11-19   |         |
| 2011-12   | No compitió    |       |        |         |         |

| Temporada | Categoría      | Nivel | Puesto | Balance | Playoff |
| 2012-13   | LEB Plata      | 3     | 11.º   | 5-15    |         |
| 2013-14   | EBA Grupo B    | 4     | 13.º   | 11-19   |         |
| 2014-15   | 1.ª Autonómica | 5     | 1.º    | 10-2    |         |
| 2015-16   | EBA Grupo B    | 4     | 8.º    | 11-15   |         |
| 2016-17   | EBA Grupo B    | 4     | 10.º   | 15-15   |         |
| 2017-18   | EBA Grupo B    | 4     | 10.º   | 12-18   |         |
| 2018-19   | EBA Grupo B    | 4     | 1.º    | 24-6    |         |
| 2019-20   | LEB Plata      | 3     | 8.ª    | 5-8     |         |
| 2020-21   | LEB Plata      | 3     | 6.º    | 14-12   |         |
| 2021-22   | LEB Plata      | 3     | 12.º   | 10-16   |         |
| 2022-23   | LEB Plata      | 3     | 9.º    | 11-15   |         |
| 2023-24   | LEB Plata      | 3     | 8.º    | 12-14   |         |
| 2024-25   | Segunda FEB    | 3     | 9.º    | 11-15   |         |
| 2025-26   | Liga U         | -     | -      | -       |         |

| Leyenda                |
| ---------------------- |
| Primer Nivel Nacional  |
| Segundo Nivel Nacional |
| Tercer Nivel Nacional  |
| Cuarto Nivel Nacional  |
| Quinto Nivel Nacional  |
| Primer Nivel Regional  |
| Primer Nivel Sub-22    |

### Datos del club
- Temporadas en Tercer Nivel Nacional: 3
  - 1 temporada en Liga EBA
  - 2 temporadas en LEB Plata
- Temporadas en Cuarto Nivel Nacional: 14
  - 14 temporadas en Liga EBA
- Temporadas en Quinto Nivel Nacional: 1
  - 1 temporada en Liga EBA
- Temporadas  Primer Nivel Regional: ¿?